# Molineria oligantha
Molineria oligantha är en enhjärtbladig växtart som beskrevs av Cecil Ernest Claude Fischer. Molineria oligantha ingår i släktet Molineria och familjen Hypoxidaceae.
Artens utbredningsområde är Assam (Indien). Inga underarter finns listade i Catalogue of Life.